# Clitoriinae
Sous-tribu
Les Clitoriinae sont une sous-tribu de plantes à fleurs de la famille des Fabaceae.
Le genre type du taxon des Clitoria L.

## Liste des genres
- Barbieria
- Centrosema
- Clitoria
- Clitoriopsis
- Periandra

## Publication originale
- De Candolle A.P., 1825. Prodromus systematis naturalis regni vegetabilis, sive enumeratio contracta ordinum, generum, specierumque plantarum huc usque cognitarum, juxta methodi naturalis normas digesta. Pars 2: Sistens Calyciflorarum ordines X. 644 pp. Treuttel et Würtz, Parisiis [Paris], page: 216.